# Mia Mia
Als Mia Mia wird sowohl ein kleiner Ort als auch ein Gebiet im zentralen Victoria in Australien bezeichnet. Der Ort liegt 119 Kilometer nördlich von Melbourne und 56 Kilometer südlich von Bendigo. Im Jahr 2016 lebten hier 178 Personen.
Es ist auch ein großes Farmlandgebiet, in dem Rinder und Schafe gezüchtet werden. Daneben gehört es zum Weinanbaugebiet von Heathcote mit zahlreichen Winzereien, von denen die meisten Shiraz-Reben anbauen. 

## Geschichte

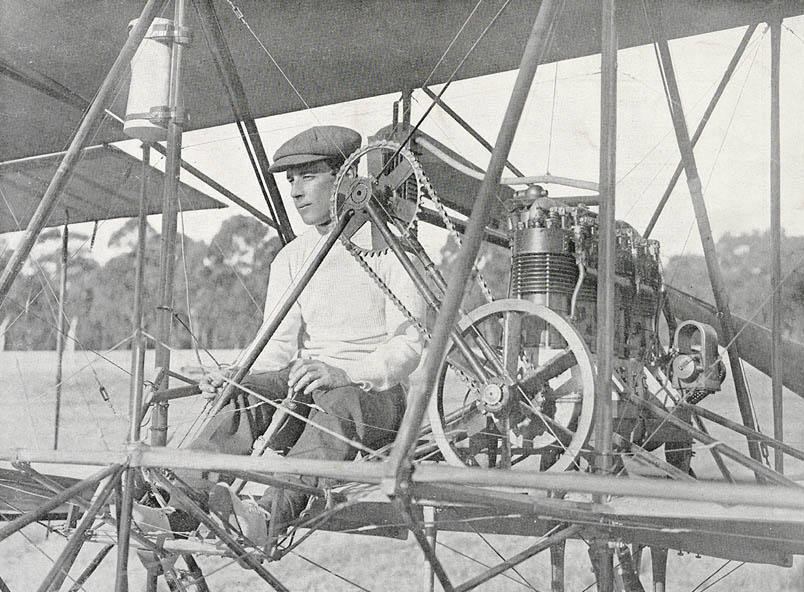
John R. Duigan mit seinem Fluggerät

Burke und Wills kamen im Jahr 1860 auf ihrer Expedition durch Australien von Melbourne zum Golf von Carpentaria durch das Gebiet. Sie erreichten Mia Mia am 25. August 1860 und bauten dort ihr sechstes Camp nach dem Verlassen von Melbourne auf. Sie ruhten einen Tag – einen Sonntag –, bevor sie nach Norden weiterzogen. Die Straße von Lancefield nach Mia Mia über Ben Loch und die Great Dividing Range wird heute The Burke and Wills Track genannt.
Das Post Office als Zeichen einer festen Siedlung eröffnete am 22. November 1861. Im Jahr 1970 wurde es geschlossen.
In Mia Mia befindet sich die Schafstation Spring Plains des Vaters von John Robertson Duigan. John baute dort mit seinem Bruder Reginald Duigan im Jahr 1910 das erste flugfähige Motorflugzeug Australiens. Ein Monument am südlichen Ortsausgang – gebaut aus einem lokal vorkommenden blauen Naturstein – erinnert an den Erstflug.
Die westliche Grenze von Mia Mia grenzt an den Campaspe River, der von der eigentümlich gestalteten Iron Bridge überquert wird.